# Suomina turgida
Suomina turgida är en plattmaskart. Suomina turgida ingår i släktet Suomina och familjen Catenulidae. Inga underarter finns listade i Catalogue of Life.